# (400227) 2007 EC64
(400227) 2007 EC64 es un asteroide perteneciente al cinturón de asteroides, descubierto el 6 de febrero de 2007 por el equipo del Mount Lemmon Survey desde el Observatorio del Monte Lemmon, Arizona, Estados Unidos.

## Designación y nombre
Designado provisionalmente como 2007 EC64.

## Características orbitales
2007 EC64 está situado a una distancia media del Sol de 3,087 ua, pudiendo alejarse hasta 3,706 ua y acercarse hasta 2,468 ua. Su excentricidad es 0,200 y la inclinación orbital 14,39 grados. Emplea 1981,57 días en completar una órbita alrededor del Sol.

## Características físicas
La magnitud absoluta de 2007 EC64 es 15,9.